# Waterpokken (hoorspel)
Waterpokken is een hoorspel van Dragoslav Mihailović. Schafblattern werd op 12 mei 1974 door de Süddeutscher Rundfunk uitgezonden. Willy Wielek-Berg vertaalde het en de KRO zond het uit op dinsdag 22 juli 1975. De regisseur was Willem Tollenaar. Het hoorspel duurde 38 minuten.

## Rolbezetting
- Els van Rooden (een jonge vrouw)

## Inhoud
Dit is de monoloog van een jonge vrouw wier man als partizaan doodgeschoten werd en die nu zelf in de gevangeniscel op haar terechtstelling wacht. Ze vreest de dood niet. Haar dagen vult ze door te zorgen voor haar zieke kind, dat moet voortleven. Aan dat kind biedt ze nog eenmaal al haar toewijding, tederheid, ja zelfs vrolijkheid…